# Baruth
Baruth là một thị xã ở huyện Teltow-Fläming, bang Brandenburg, Đức. Đô thị Baruth có diện tích 233,62 kilômét vuông, dân số thời điểm 31 tháng 12 năm 2006 là 4388 người. Baruth có cự ly 24 km về phía đông Luckenwalde, và 53 km về phía nam Berlin.

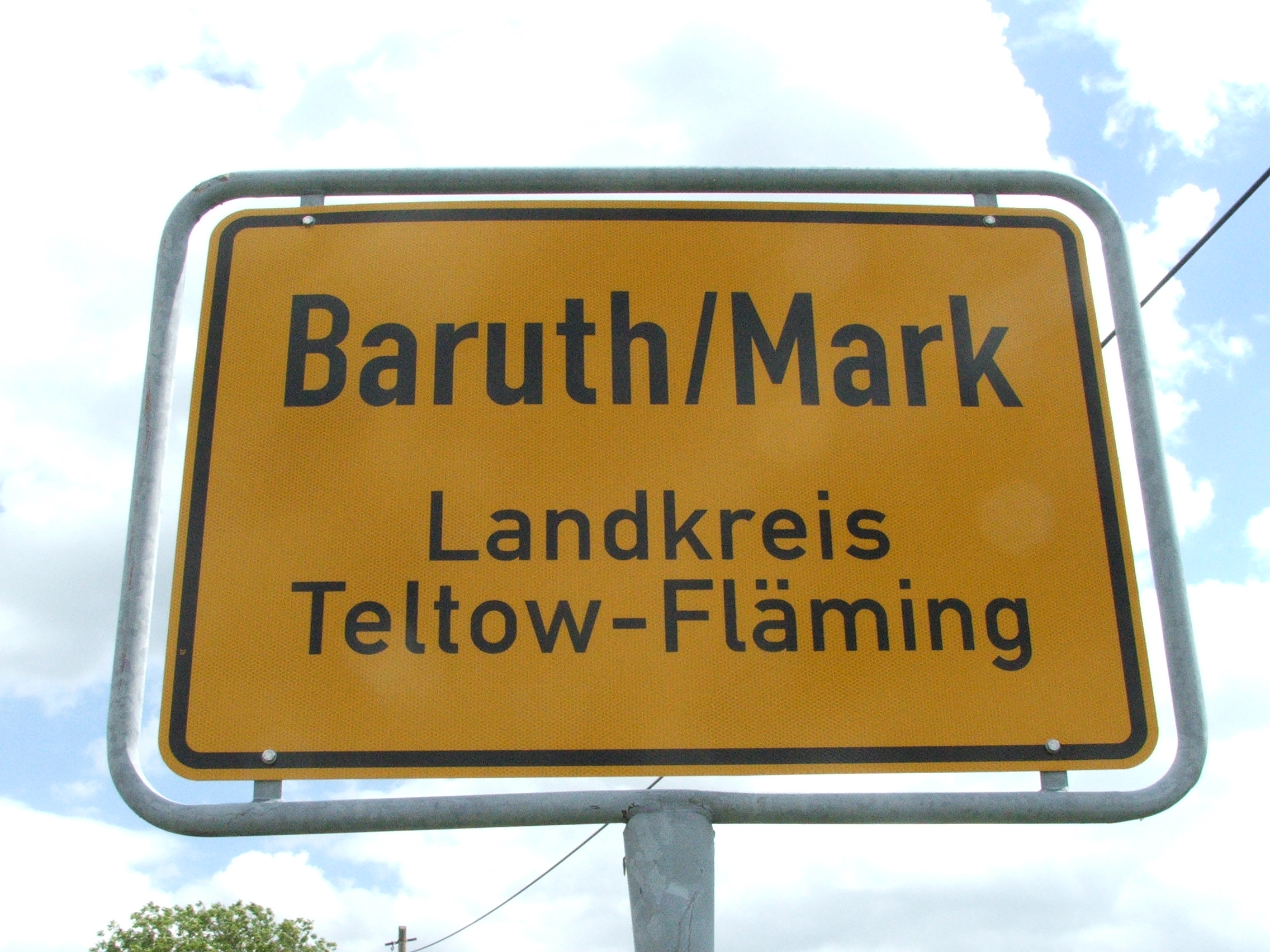
Bảng đường phố ở cửa ngõ Baruth/Mark
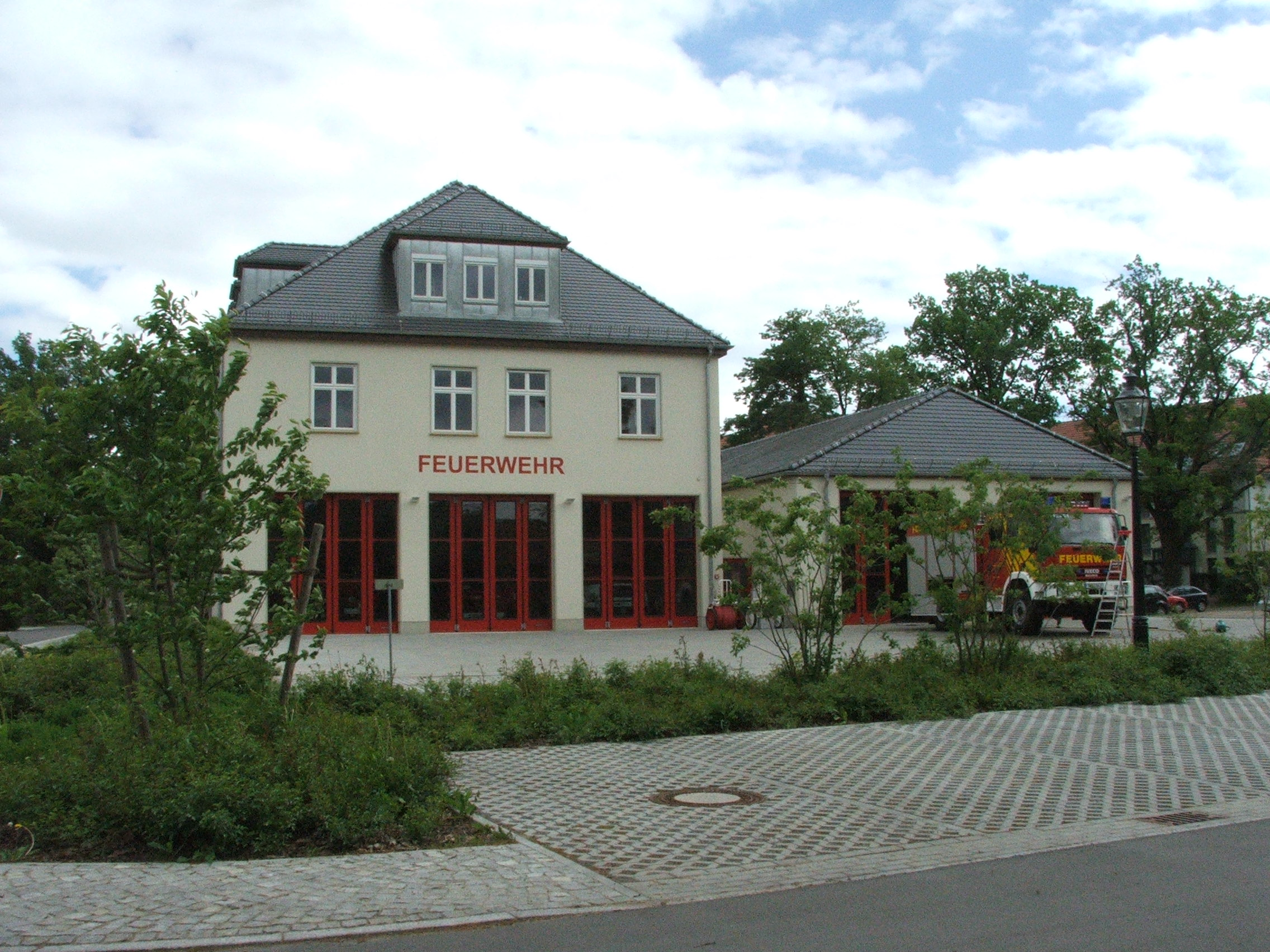
Nhà cứu hỏa
Lâu đài BaruthLâu đài Baruth
Mặt tiền, Lâu đài BaruthMặt tiền, Lâu đài Baruth
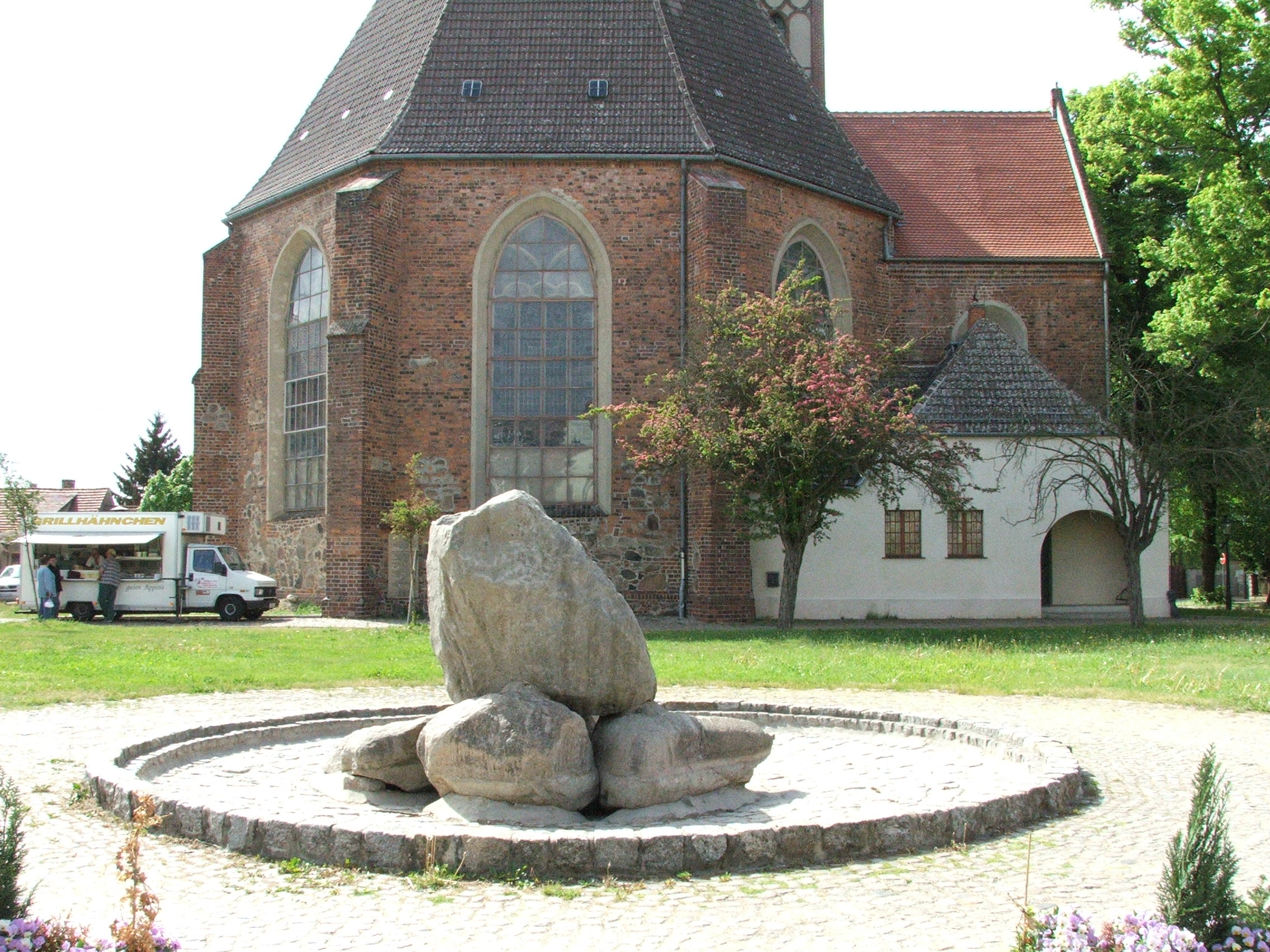
Đại giáo đường
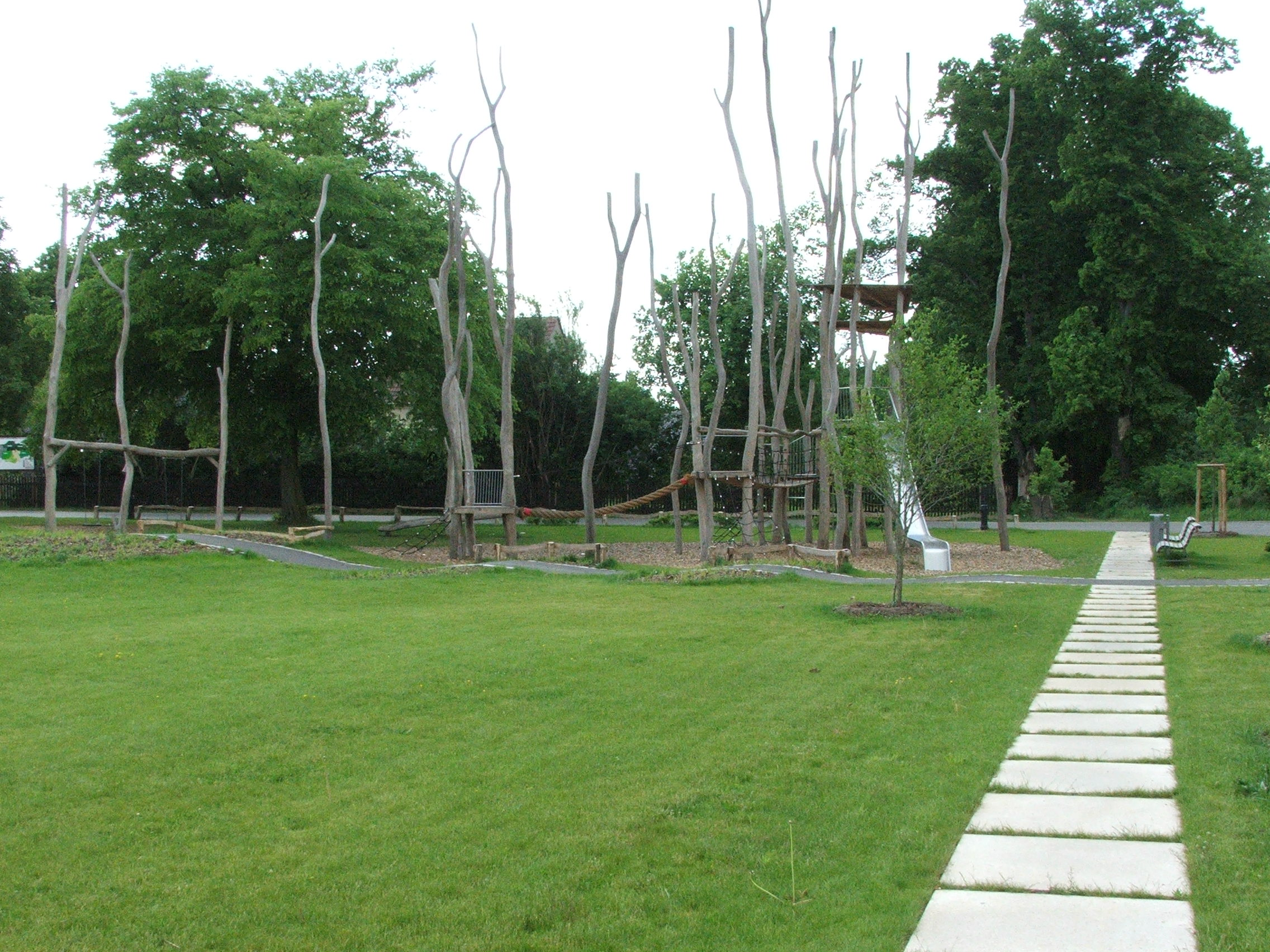
Sân chơi